# Raúl Cancio
Raúl Cancio (eigentlich Ceferino Cancio Amunárriz, * 18. September 1911 in San Sebastián; † 23. Oktober 1961 ebenda) war ein spanischer Schauspieler.
Raúl Cancio studierte Medizin, zunächst in Valladolid, dann in Madrid. Als guter Reiter erhielt er in einem 1933 gedrehten Film eine Statistenrolle, was ihn dazu brachte, die Laufbahn eines Schauspielers einzuschlagen. In den 1940er Jahren war er in vielen Melodramen und Dramen zu sehen, später auch in Komödien und Genrefilmen. Seine Werkliste umfasst 60 Filme.
Für „¡A mí la legión!“ schrieb er am Drehbuch mit; „Tres ladrones en la casa“ war 1950 ein einmaliger Ausflug auf den Regiestuhl.

## Filmografie (Auswahl)
- 1937: Der aufmerksame Wachtposten (¡Centinela, alerta!)
- 1941: El Crucero Baleares
- 1942: Rasse (Raza)
- 1956: Blutige Arena (Tarde de toros)
- 1958: Hoch die Illusion (¡Viva lo imposible!)